# مستلحميات
المستلحميات[بحاجة لمصدر] (الاسم العلمي: Hypocreales) هي رتبة من الفطريات تتبع الطائفة المسترجسانية من شعبة الفطريات الزقية.

## فصائل
- المستلحمية